# Alegato a Marte (libro)
Alegato a Marte (The Case for Mars), es un libro de ciencia no ficticia escrito en 1996 por el Doctor ingeniero aeroespacial estadounidense Robert Zubrin, quien fue también el creador de la Mars Society en 1998. El libro fue revisado y actualizado en 2011, y publicado en español por Neverland Ediciones en 2013. El título original es The Case for Mars: The Plan to Settle the Red Planet and Why We Must. En él se detalla el plan conocido como Marte Directo de Zubrin, el cual supondría el primer amartizaje humano en Marte. 

## Marte Directo
La exploración de Marte no requiere nuevas tecnologías milagrosas, ni puertos espaciales en órbita, ni sistemas de propulsión de antimateria o gigantescos cruceros interplanetarios. Podemos establecer nuestro primer puesto avanzado en Marte en una década, utilizando la ya demostrada técnica de ingeniería práctica, apoyada por el sentido común de nuestros antepasados pioneros. Alegato a Marte, p. 40.
Robert Zubrin

El plan Marte Directo fue detallado originalmente por Robert Zubrin y David Baker en 1990. El libro Alegato a Marte es, según Zubrin, una condensación completa para profanos de muchos años de trabajo e investigación. Los capítulos uno y cuatro tratan de una forma exhaustiva el plan Marte Directo.
El plan se centra en mantener bajos los costes de la primera misión humana a Marte haciendo uso de sistemas automatizados y de los materiales disponibles in situ en la superficie del planeta para la fabricación del combustible del viaje de vuelta a la Tierra. También se revelan posibles diseños de una colonia marciana y se sopesan las posibilidades de autosuficiencia material de dicha colonia y de la terraformación de Marte.

## Riesgos tradicionales asociados a una misión a Marte
Zubrin dedica un capítulo a replicar las críticas más comunes a una hipotética misión a Marte, llamadas por él mismo "dragones y sirenas" en alusión a las ilustraciones con que decoraban las zonas sin cartografiar durante la era de las exploraciones.

### Riesgo de radiación
Ante el miedo a que una larga exposición de rayos cósmicos pueda matar de cáncer o muerte celular a la tripulación Zubrin señala que los humanos de forma natural en la superficie terrestre ya están expuestos a radiaciones importantes, con niveles que oscilan entre los 150 y 300 milirem anuales. Por debajo de 75 rem anuales, aparentemente, el cuerpo no presenta trastornos (el límite de radiación mortal es de 1.000 rem en casi el 100% de los casos de exposición). Una mujer astronauta, que recibiera una dosis de 50 rem en un viaje de dos años y medio en una misión a Marte, tendría una probabilidad de 0,905% de desarrollar un cáncer en un plazo de 30 años. Si el astronauta fuese hombre, el riesgo bajaría a 0,68. Para una misión a Marte, con motor químico, se esperarían radiaciones de rayos cósmicos de 20 a 50 rem al año dependiendo del grado de actividad del Sol y eso sumando la radiación a la que se expondrían en la superficie de Marte, cuya dosis sería de 9 rem al año.

### Deterioro muscular a causa de la gravedad cero
Con frecuencia, otra de las críticas asociadas a una misión de larga duración es la de la pérdida de tono muscular y minerales en los huesos, consecuencia de la gravedad cero. Zubrin argumenta que, incluso sin gravedad artificial, las tripulaciones estarían expuestas menos tiempo a la gravedad cero de camino a Marte que algunos récords de permanencia en el espacio como los cosmonautas soviéticos que trabajaron en la MIR, con ciclos de hasta ocho meses. Una vez en la superficie de Marte, la gravedad alcanzaría el 0,38% de la gravedad terrestre. Con todo, y, pese a que la experiencia en órbita en Estaciones Espaciales ha demostrado que con varias horas de ejercicio físico se pueda frenar la degeneración, Zubrin recuerda que se podría recrear la gravedad en la nave usando la fuerza centrífuga como la que tendríamos en un toro de Stanford y afirma que experimentos de la NASA de los años 60 demostraron que los humanos podrían vivir y moverse bien dentro de estructuras cilíndricas con ritmo de rotación de hasta 6 rpm, con una longitud de radio no mayor de 10 metros.

### Factores humanos
Muchas voces han alertado del riesgo llamado "factores humanos". Según dicho riesgo, la probabilidad de que se produzcan conflictos en una tripulación de pocas personas encerradas en un espacio pequeño es demasiado alta como para asumir una misión a Marte. Zubrin argumenta que, con un espacio de 101 metros cuadrados, los astronautas dispondrían de espacios de trabajo, espacios de recreo e incluso pequeñas habitaciones individuales. Una amplitud más que suficiente para que un pequeño grupo de astronautas cuidadosamente seleccionados, con las mayores comodidades posibles, privacidad y acceso a cultura y tareas variadas no enloquezca.

### Tormentas de polvo
La atmósfera marciana, a causa de la excentricidad de la órbita, ha mostrado en las últimas décadas indicios de actividad como vientos y tormentas de polvo. En 1971, las sondas soviéticas Mars 2 y Mars 3 se perdieron cuando trataron de descender en mitad de una tormenta de polvo global. Zubrin señala que, pese a las altas velocidades que puede alcanzar el viento marciano, de 100km/h, debido a la baja presión atmosférica en comparación con la terrestre (un 99% menor), el viento sólo es un riesgo durante un descenso con paracaídas y no lo es una vez situados en la superficie. 

### Contaminación de retorno
Ante la preocupación de algunas voces que alertan de la posibilidad de contaminar la Tierra con algún patógeno exótico procedente de Marte, Zubrin opina que, de todas maneras ya estamos expuestos de forma constante a meteoritos proveniente del planeta Marte. De haber en dicho planeta patógenos peligrosos para la biosfera, ya nos habríamos contaminado pues ni el viaje por el frío y vacío ni la entrada en la atmósfera terrestre garantizan una descontaminación al 100%. Estudios al meteorito procedente de Marte, el ALH84001, mostraron que no fue sometido a temperaturas superiores a 40 °C en su trayecto a la Tierra desde Marte. A su vez señala que la propia superficie marciana es un lugar hostil, cubierto de polvo oxidante y bañado con rayos ultravioletas, dificultando la proliferación de microorganismos. Con todo, incluso si se descubre vida en el subsuelo marciano, el riesgo de que suponga un riesgo es muy bajo pues no habría evolucionado para sobrevivir a las defensas de los humanos ni de otras especies terrestres.

### La Luna como paso previo
Un sector importante tanto en la NASA como en otras organizaciones espaciales defiende la idoneidad de ir primero a la Luna y establecer bases permanentes con el fin de ganar experiencia colonizando cuerpos espaciales y a su vez usarla como base de lanzamientos y fuente de materias primas, pues el regolito lunar es rico en elementos como el oxígeno, óxido de hierro y silíceos. Zubrin, en contra de lo que piensan los defensores de ir primero a la Luna, considera que, aunque es cierto que es una fuente de materias primas muy rica, plantear ir a Marte pasando por la Luna añadiría mucha más complejidad al proceso general de mandar misiones a Marte además de ser innecesario. 

En pocas palabras, visto desde el punto de vista de la propulsión, es mucho más fácil ir directamente desde una LEO hasta hasta Marte que ir desde una LEO hasta la superficie de la Luna. Incluso si tuviéramos infinitas cantidades de combustible y oxígeno gratis esperándonos en tanques en la Luna (cosa que no tenemos), no tendría sentido mandar un cohete allí para repostar de camino a Marte. Alegato a Marte, p. 207
Robert Zubrin